# Рубан Євген Миколайович
Євген Миколайович Рубан (нар. 30 серпня 1951, станція Зоринівка Міловського району Луганської області) — український радянський діяч, 1-й секретар Лутугинського районного комітету КПУ, голова Лутугинської районної ради народних депутатів Луганської області. Член Ревізійної Комісії КПУ в червні 1990 — серпні 1991р.

## Біографія
Народився у родині службовців. У 1970 році закінчив Кадіївський гірничий технікум Ворошиловградської області, нині Луганської області.
З 1970 року — гірничий майстер, заступник начальника, начальник дільниці шахти імені Леніна виробничого об'єднання «Ворошиловградвугілля».
Закінчив Комунарський гірничо-металургійний інститут Ворошиловградської області.
Працював начальником відділу праці і заробітної праці шахти «Ленінка» виробничого об'єднання «Ворошиловградвугілля», обирався секретарем партійного бюро цієї ж шахти.
Член КПРС з 1980 року.
У 1983—1988 роках — 2-й секретар Лутугинського районного комітету КПУ Ворошиловградської області. Закінчив Вищу партійну школу при ЦК КПУ в місті Києві.
У жовтні 1988—1991 роках — 1-й секретар Лутугинського районного комітету КПУ Ворошиловградської (Луганської) області. З березня 1990 року — голова Лутугинської районної ради народних депутатів Луганської області.